# Día Mundial de la Hipertensión
El Día Mundial de la Hipertensión es una jornada que se celebra el 17 de mayo desde el 2005, establecida en ese mismo año por la Liga Internacional de Hipertensión (WHL, por sus siglas en inglés) y respaldada por diversas organizaciones internacionales.

## Proclamación
El Día Mundial de la Hipertensión fue creado en 2005 por la WHL y a su iniciativa se han ido sumando otros organismos como la Organización Panamericana de la Salud (OPS) y la Sociedad Internacional de Hipertensión. Todos ellos aunan esfuerzos para establecer un día dedicado a incrementar la conciencia sobre la hipertensión arterial, conocida como el «asesino silencioso » debido a su naturaleza asintomática y su potencial para causar enfermedades cardiovasculares graves.

## Celebración
La primera Celebración fue el 14 de mayo de 2005. A partir de entonces, se celebra cada 17 de mayo. Este día fue elegido para promover la medición regular de la presión arterial y fomentar hábitos de vida saludables, se enfoca en resaltar la importancia de conocer y controlar los niveles de presión arterial como medida preventiva principal contra la hipertensión. Este día también sirve para coordinar esfuerzos globales en la lucha contra las enfermedades cardiovasculares asociadas a la hipertensión.
Desde su inicio, la jornada ha incluido campañas educativas y actividades de salud pública, enfocadas en la medición de la presión arterial y la difusión de estrategias para su manejo y control. Campañas como «Conoce tus números» y «Mida su presión arterial con precisión, contrólela, viva más tiempo» han sido fundamentales en estos esfuerzos.

## Temas
- 2005: Awareness of High Blood Pressure, ('Conciencia sobre la hipertensión arterial').[8]
- 2006: Treat to goal, ('Tratar hasta alcanzar el objetivo').[8]
- 2007: Healthy diet, healthy blood pressure, ('Dieta saludable, presión arterial saludable').[8][9]
- 2008: Measure your blood pressure at home, ('Midase la presión arterial en casa').[10]
- 2009: Sal y presión arterial alta: Dos asesinos silenciosos. Infórmese. Viva más tiempo.[11]
- 2010: Peso Saludable - Presión Arterial Saludable.[12]
- 2011: Know Your Numbers and Target Your Blood Pressure, ('Conoce tus cifras y controla tu presión arterial').[13]
- 2012: Healthy Lifestyle-Healthy Blood Pressure, ('Estilo de vida saludable, presión arterial saludable').[14]
- 2013-2014: Conoce tu presión arterial.[15][16]
- 2015-2019: Know Your Numbers, ('Conoce tus cifras').[17][18][19]
- 2020-2024: ¡Mida su presión arterial con precisión, contrólela y viva más tiempo![20][21][22][23][24]